# Куртароло
Куртароло (итал. Curtarolo) — коммуна в Италии, располагается в провинции Падуя области Венеция.
Население составляет 6775 человек (на 2004 г.), плотность населения составляет 443 чел./км². Занимает площадь 14,86 км². Почтовый индекс — 35010. Телефонный код — 049.
Покровительницами коммуны почитаются Пресвятая Богородица (Madonna di Tessara), празднование во второй понедельник октября, и святая Иулиания (Santa Giuliana).